# Melinoides subspurcata
Melinoides subspurcata là một loài bướm đêm trong họ Geometridae.